# Arthur M. Schlesinger

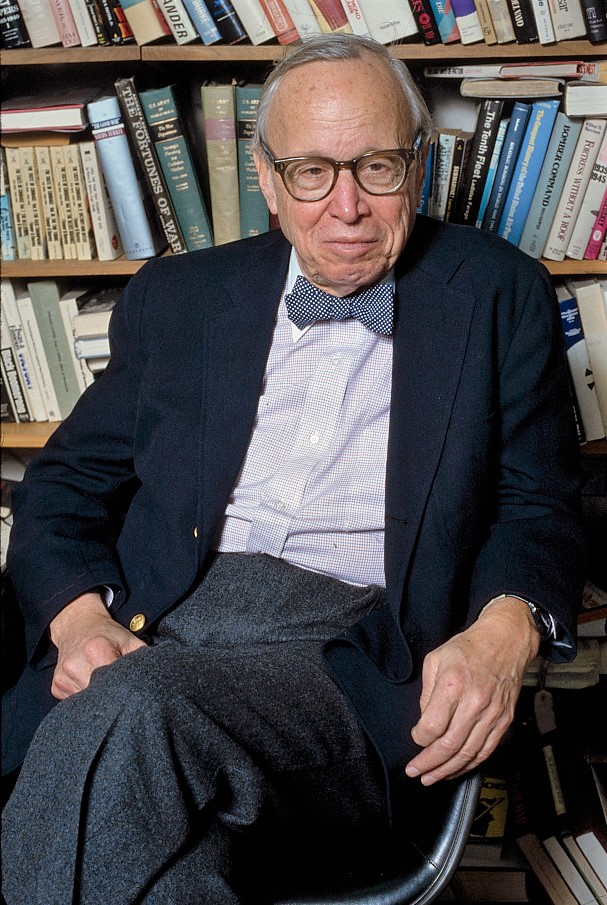
Arthur M. Schlesinger (1988)

Arthur Meier Schlesinger Jr. (* 15. Oktober 1917 in Columbus, Ohio, als Arthur Bancroft Schlesinger; † 28. Februar 2007 in New York City) war ein US-amerikanischer Historiker, Berater zweier US-Präsidenten und zweifacher Pulitzer-Preisträger. Er untersuchte vor allem die Politik von US-Präsidenten wie Andrew Jackson, Franklin D. Roosevelt, John F. Kennedy und Richard Nixon.

## Leben
Arthur M. Schlesinger wurde in Columbus, Ohio, geboren. Er war der Sohn von Elizabeth Bancroft Schlesinger (1886–1977) und Arthur M. Schlesinger senior (1888–1965), einem einflussreichen Historiker und Professor für Geschichtswissenschaften an der Ohio State University und der Harvard University.
Er besuchte die Phillips Exeter Academy in New Hampshire und studierte anschließend am Harvard College. 1940, im Alter von 23 Jahren, erhielt er eine dreijährige Stelle als wissenschaftlicher Mitarbeiter an der Harvard University. Seine Arbeit dort wurde durch den Kriegseintritt der USA in den Zweiten Weltkrieg unterbrochen. Nachdem er bei der Musterungsuntersuchung für kriegsuntauglich erklärt worden war, trat Schlesinger dem Office of War Information bei. Von 1943 bis 1945 arbeitete als Geheimdienstanalytiker für das Office of Strategic Services, einer Vorläuferbehörde der CIA. Seine Arbeit beim OSS bot ihm die nötige Zeit, um sein erstes mit dem Pulitzer-Preis prämiertes Werk The Age of Jackson (1945) zu vollenden.

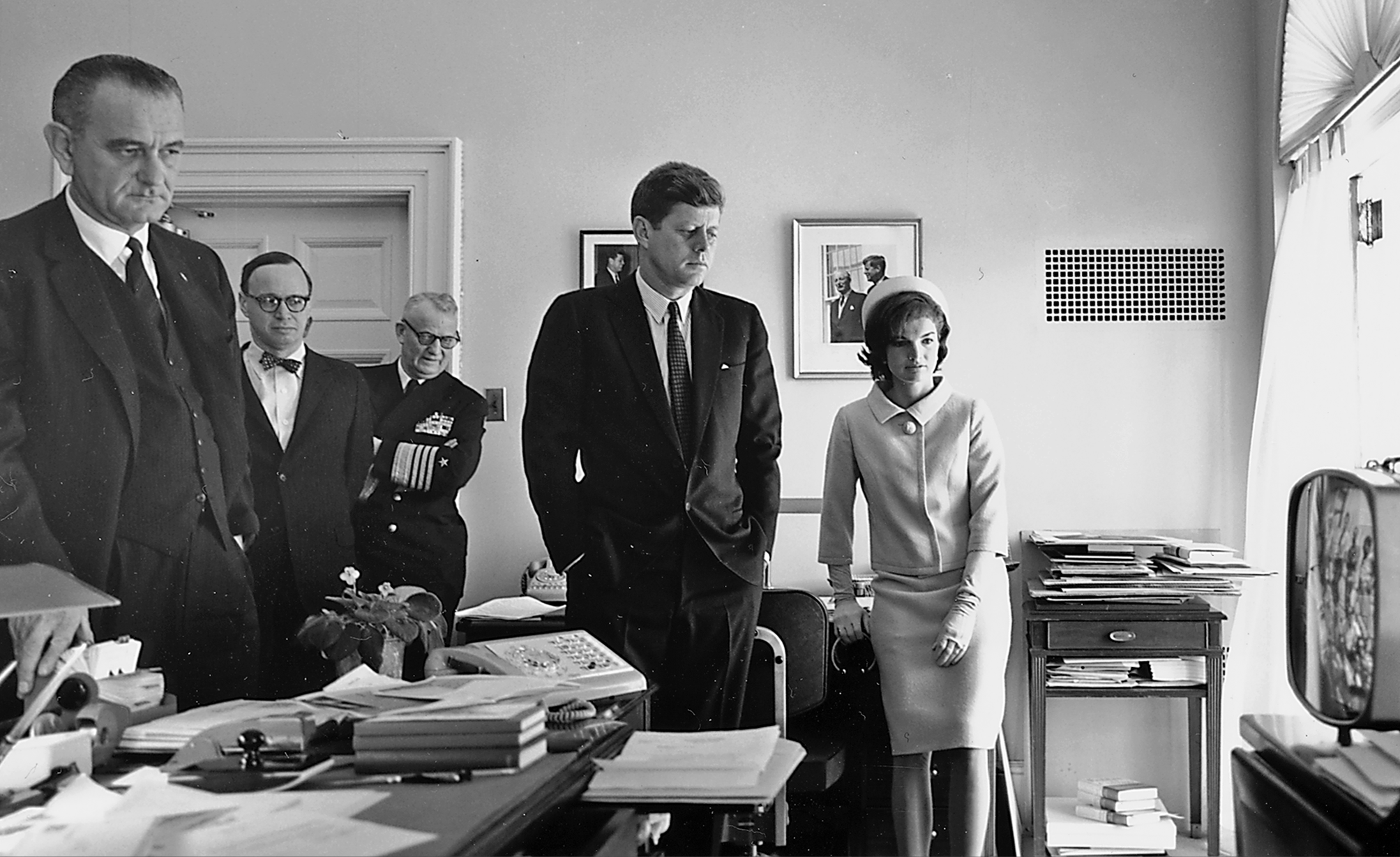
US-Präsident John F. Kennedy und Vizepräsident Lyndon B. Johnson während der Raumfahrtmission Mercury-Redstone 3 mit Arthur M. Schlesinger links im Hintergrund (1961)

Von 1945 bis 1961 hatte er eine Professur an der Harvard University inne. Er kündigte diese Anstellung, um von 1961 bis 1964 als Sonderberater für die Präsidenten Kennedy und Lyndon B. Johnson zu arbeiten. 1955 wurde Schlesinger in die American Academy of Arts and Sciences, 1961 in die American Academy of Arts and Letters und 1987 in die American Philosophical Society gewählt.
Seine Beschreibung der Präsidentschaft Kennedys A Thousand Days: John F. Kennedy in the White House von 1965 wurde zu seinem bekanntesten Werk und als sein zweites Buch mit dem Pulitzerpreis ausgezeichnet. Nicht weniger berühmt wurde seine Biographie des 1968 ermordeten JFK-Bruders Robert, Robert Kennedy and His Times (1978).
In seinem 1991 erschienenen Buch The Disuniting of America (Die Spaltung Amerikas. Überlegungen zur multikulturellen Gesellschaft) blickt Schlesinger nach dem Ende der jahrzehntelangen Blockkonfrontation besorgt auf die auch die USA und ihre Gründungsidee („E pluribus unum – Aus vielen entsteht eins“) bedrohende und der Ideologie des Multikulturalismus entgegenwirkende Zunahme ethnischer Konflikte innerhalb von Staaten überall auf der Welt. Sind ethnisch, religiös und kulturell heterogene Gesellschaften in der Lage, unter dem Dach einer gemeinsamen Identität ihre Länder noch zusammenzuhalten und sich weiterzuentwickeln? Drohen sie am Ende zu zerfallen, wie fast 30 Jahre später die Beispiele Katalonien oder der Länder des Nahen Ostens zeigen?

„Was passiert, wenn Menschen unterschiedlicher ethnischer Herkunft, die verschiedene Sprachen sprechen und verschiedene Religionen praktizieren, in derselben geographischen Region und unter derselben politischen Autorität miteinander zusammenleben? Wenn kein gemeinsames Ziel sie verbindet, werden ethnische Feindseligkeiten sie auseinandertreiben. (...) Die Frage, die Amerika sich als einer pluralistischen Gesellschaft stellt, ist, wie man wertgeschätzte Kulturen und Traditionen verteidigt, ohne die Bande der gesellschaftlichen Zusammengehörigkeit zu lösen: gemeinsame Ideale, gemeinsame politische Institutionen, eine gemeinsame Sprache und Kultur, ein gemeinsames Schicksal.“

1994 wurde Schlesinger als auswärtiges Mitglied in die Russische Akademie der Wissenschaften aufgenommen.
Schlesinger war zweimal verheiratet: Seine erste Frau war Marian Cannon, mit der er vier Kinder hatte; seine zweite Frau war Alexandra Emmet, mit ihr hatte er einen gemeinsamen Sohn und einen Stiefsohn.
Arthur M. Schlesinger starb im Alter von 89 Jahren an den Folgen eines während eines Restaurantbesuches erlittenen Herzinfarktes.
Ihm zu Ehren ist der Arthur M. Schlesinger Jr. Award benannt.

## Ausgewählte Werke
- The Age of Jackson. Little, Brown and Co., Boston, MA u. a. 1945 (Neuauflage: Konecky & Konecky, Old Saybrook, CT 2005, ISBN 1-56852-436-6)
- The Vital Center. The Politics of Freedom. Houghton Mifflin, Boston, MA u. a. 1949
- The Crisis of the Old Order, 1919–1933. The Age of Roosevelt, Vol. I. Houghton Mifflin, Boston, MA u. a. 1957 (erhielt den Bancroft-Preis)
- The Coming of the New Deal, 1933–1935. The Age of Roosevelt, Vol. II. Houghton Mifflin, Boston, MA u. a. 1959
- The Politics of Upheaval, 1935–1936. The Age of Roosevelt, Vol. III. Houghton Mifflin, Boston, MA u. a. 1960
- A Thousand Days. John F. Kennedy in the White House. Houghton Mifflin, Boston, MA u. a. 1965
  - deutsch: Die tausend Tage Kennedys. Aus dem Amerikanischen von Wolfgang J. und Christa Helbich. Scherz, Bern u. a. 1965
- The Bitter Heritage. Vietnam and American Democracy, 1941–1966. Houghton Mifflin, Boston, MA u. a. 1967
  - deutsch: Das bittere Erbe. Vietnam, Prüfstein der Demokratie. Aus dem Amerikanischen von Wolfgang J. und Christa Helbich. Scherz, Bern u. a. 1967
- The Crisis of Confidence. Ideas, Power, and Violence in America. Houghton Mifflin, Boston, MA u. a. 1969
  - deutsch: Das erschütterte Vertrauen. Wird Amerika eine gewalttätige Nation? Aus dem Amerikanischen von Wolfgang J. und Christa Helbich. Scherz, Bern u. a. 1969
- The Imperial Presidency. Houghton Mifflin, Boston, MA u. a. 1973, ISBN 0-395-17713-8 (Neuauflage: Mariner Books, Boston, MA u. a. 2004, ISBN 0-618-42001-0)
- Robert Kennedy and His Times. Houghton Mifflin, Boston, MA u. a. 1978, ISBN 0-395-24897-3 (Neuauflage: Ballantine Books, New York, NY 1996, ISBN 0-345-32547-8)
- The Cycles of American History. Houghton Mifflin, Boston, MA u. a. 1987, ISBN 0-395-37887-7
- The Disuniting of America. Reflections on a Multicultural Society. W. W. Norton & Co., New York, NY u. a. 1991, ISBN 0-393-30987-8
  - deutsch: Die Spaltung Amerikas. Überlegungen zu einer multikulturellen Gesellschaft. Aus dem Amerikanischen von Paul Nellen. ibidem, Stuttgart 2020, ISBN 978-3-8382-7434-8
- A Life in the Twentieth Century. Innocent Beginnings, 1917–1950. Houghton Mifflin, Boston, MA u. a. 2000, ISBN 978-0-395-70752-4
- Journals, 1952–2000. Hrsg. Andrew Schlesinger und Stephen Schlesinger. Penguin Press, New York, NY 2007, ISBN 978-1-59420-142-4

Im September 2011 veröffentlichte Caroline Kennedy Tonbänder mit Interviews, die ihre Mutter Jacqueline im März 1964, vier Monate nach der Ermordung ihres Mannes, Arthur M. Schlesinger gegeben hatte. Sie erschienen auch in Buchform:
- Jacqueline Kennedy: Historic Conversations on Life with John F. Kennedy. Foreword by Caroline Kennedy. Interviews with Arthur M. Schlesinger, Jr., 1964. Hyperion, New York, NY 2011, ISBN 978-1-40132-425-4
  - deutsch: Jacqueline Kennedy: Gespräche über ein Leben mit John F. Kennedy. Mit einem Vorwort von Caroline Kennedy. Interviews mit Arthur M. Schlesinger, Jr., 1964. Aus dem Amerikanischen von Helmut Dierlamm, Jens Hagestedt, Christina Knüllig, Dagmar Mallett, Thomas Pfeiffer und Thorsten Schmidt. Hoffmann und Campe, Hamburg 2011, ISBN 978-3-455-50238-1[8]